# Тюремні ігри
Тюремні ігри (англ. Con Games) — американський бойовик.

## Сюжет
З каліфорнійської в'язниці суворого режиму Дошер на волю доходять чутки про таємничі вбивства ув'язнених. За умови, що влада звільнять з в'язниці його хворого батька, ветеран «війни в затоці» Джон Вудроу погоджується стати «підсадною качкою». Ледве переступивши поріг в'язниці, Джон відразу зрозумів, хто тут головний — це офіцер Хопкінс, який залізною рукою наводить свої порядки. Саме завдяки йому з Дошера не вдалося організувати жодної вдалої втечі. Відбиваючись в жорстоких бійках від інших ув'язнених, Джон збирає докази проти Хопкінса. Але він схопився із занадто грізним супротивником і навряд чи зможе вийти з в'язниці цілим і неушкодженим. Джон повинен зробити те, що до нього не вдавалося нікому — вчинивши втечу з Дошера, залишитися в живих і зруйнувати злочинну «імперію» Хопкінса.

## У ролях
- Ерік Робертс — Хопкінс
- Томмі Лі Томас — Джон Вудроу
- Шила Кемпбелл — Жанетт
- Меттью Ансара — Саул
- Алекс Аріза — член команди Браво 3
- Патріція Боссе — Мелані Річардс
- Тіффані Броувер — Брітні Вудроу
- Джеймс Карретта — репортер 1
- Дейв Каспер — детектив
- Марк Ченейл — Робінсон
- Кріс Конлі — в'язень 1
- Майкл Дурак — Френк Нельсон
- Ліза Енокс — помічник лікаря
- Емі Фадлі — Ешлі Стівенсон
- Білл Фішбек — Гетц
- Патті Франциско — репортер 2
- Узі Гал — вартовий
- Тоні Херрас — Ворден Альварес
- Мо Ірвін — Едді Лонг
- Кларк Кохлер — тюремник
- Мартін Коув — Редік